# 狗邪韓国
狗邪韓国（くやかんこく）は、3世紀中頃に朝鮮半島南部にあった国。中国正史の『三国志』や『後漢書』に見え、『三国志』では「其（=倭国）の北岸の狗邪韓国」とある。『後漢書』では「倭の西北端の国」とする。伽耶、任那（みまな）との関連性が指摘されている。
また「狗邪韓国」という国があったわけではなく、「狗邪」という国名と「韓国七千余里」という旅程を合わせて誤読してしまったという説も新たに提唱されている。

## 記録

### 三国志
『三国志』「魏書」東夷伝韓条には、
とあり、韓は南方では陸続きに倭と接すると述べている。
『三国志』「魏書」東夷伝倭人条では、
とあり、狗邪韓国を「その（= 倭の）北岸」と述べている。
「其（= 倭）北岸」の解釈としては、倭国（または倭人居住地）の領域内とする説、領域外で対岸とする説、倭の海と岸が接する意味とする説の3説が挙げられている。
なお、弁辰十二国の中では「弁辰狗邪国」として見える。

### 後漢書
『後漢書』東夷伝（列伝第七十五）は三韓の位置関係をより具体的に、
と述べ、「韓」の西部に馬韓54国が、東部に辰韓12国が、南東に弁辰12国があると述べられている。馬韓は北が楽浪郡に接し、辰韓は北が濊貊に接しており、馬韓と弁辰が各々その南方で「倭と接する」と述べられている。記述から辰韓と弁辰は違う地域を指しているが、混同している解釈をしているのも見掛ける。
『後漢書』東夷伝倭人条では、
とあり、「大倭王」が住う邪馬台国は楽浪郡から「一万二千里」、倭国の西北の境界である狗邪韓国は楽浪郡から「七千里」と記されている。

## 関連文献
- 石原道博 編『魏志倭人伝・後漢書倭伝・宋書倭国伝・隋書倭国伝――中国正史日本伝1』（新訂）岩波書店〈岩波文庫 青401-1〉、1985年5月16日。ISBN 4-00-334011-6。
- 佐伯有清 編『三国史記倭人伝　他六篇――朝鮮正史日本伝1』岩波書店〈岩波文庫 青447-1〉、1988年3月16日。ISBN 4-00-334471-5。
- 渡邉義浩『魏志倭人伝の謎を解く　三国志から見る邪馬台国』中央公論新社〈中公新書 2164〉、2012年5月25日。ISBN 978-4-12-102164-9。
- 河内春人『倭の五王』中央公論新社〈中公新書 2470〉、2018年1月25日。ISBN 978-4-12-102470-1。